# 小行星4996
小行星4996（英語：4996 Veisberg）是一颗围绕太阳公转的小行星。1986年8月11日，柳德米拉·卡拉季奇在克里米亚发现了此天体。
这颗小行星的绝对星等为275.0102273474021等。